# Piloctenus
Piloctenus is een geslacht van spinnen uit de  familie van de Ctenidae (kamspinnen).

## Soorten
- Piloctenus gryseelsi Henrard & Jocqué, 2017
- Piloctenus haematostoma Jocqué & Henrard, 2017
- Piloctenus mirificus (Arts, 1912)
- Piloctenus pilosus (Thorell, 1899)